# Snakefinger
Philip Charles Lithman (17 de junio de 1949 - 1 de julio de 1987), más conocido como Snakefinger, fue un guitarrista y violinista británico conocido por sus colaboraciones con el grupo experimental The Residents.
En 1972 formó su propia banda Chilli Willi and the Red Hot Peppers, con la que grabó dos álbumes. En 1979 comenzó su carrera solista en la discográfica de The Residents, Ralph Records. Murió en 1987 antes de un concierto, de un paro cardíaco, a los 38 años.

## Discografía

### Solista
| - 1979: Chewing Hides the Sound - 1980: Greener Postures - 1981: Live at the Savoy (en vivo, póstumo) - 1982: Manual of Errors - 1983: Against the Grain | - 1984: Snakefinger's History of the Blues (en vivo) - 1986: Snakefinger's Vestal Virgins: Live in Chicago (en vivo) - 1987: Night of Desirable Objects - 1988: Snakefinger: A Collection (recopilación) - 1993: Philip Charles Lithman AKA Snakefinger (recopilación) |

### Chilli Willi & The Red Hot Peppers
- 1972: Kings of the Robot Rhythm
- 1974: Bongos over Balham
- 1996: I'll Be Home (póstumo)

### The Residents
| - 1971: Baby Sex (demo) - 1976: Oh Mummy Oh Daddy (en vivo) - 1977: Fingerprince - 1978: Duck Stab/Buster & Glen - 1979: Eskimo - 1980: Diskomo (EP) | - 1980: The Commercial Album - 1981: Title in Limbo - 1982: The Tunes of Two Cities - 1971-83 Residue of the Residents (recopilatorio) - 1986-87: The 13 Anniversary Show (en vivo) - 1986: Stars & Hank Forever |

- Datos: Q2086125